# Solanoideae
Solanoideae é uma subfamília pertencente à família das solanáceas (Solanaceae) que agrupa diversas plantas de elevado interesse económico.

## Taxonomia
Tribo Capsiceae Dumort (1827)
- Capsicum L. (1753), género que inclui cerca de 31 espécies neotropicais.
- Lycianthes (Dunal) Hassler (1917), com cerca de 200 espécies distribuídas pelas Américas e Ásia.

Tribo Datureae G. Don (1838)
É uma tribo que apresenta dois géneros perfeitamente diferenciados tanto a nível morfológico como molecular. Brugmansia inclui espécies arbóreas, enquanto que Datura compreende plantas herbáceas e arbustos. Este último género, por sua vez, está dividido em 3 secções: Stramonium, Dutra e Ceratocaulis.
- Brugmansia Persoon (1805), género que inclui 6 espécies dos Andes. (incl.: Methysticodendron Schult. (1955))
- Datura L. (1753), com 11 espécies neotropicais.

Tribo Hyoscyameae Endl. (1839)
- Anisodus Link (1825), com 4 espécies da China, Índia e Himalaias.
- Atropa L. (1753), inclui 3 espécies euroasiáticas.
- Atropanthe Pascher (1909), género monotípico da China.
- Hyoscyamus L. (1753), abarca cerca de 20 espécies distribuídas desde o Mediterrâneo até à China.
- Physochlaina G. Don (1838), inclui 11 espécies euroasiáticas.
- Przewalskia Maxim. (1881) com uma única espécie da China.
- Scopolia Jacq. (1764), género com distribuição disjunta, com uma espécie europeia e outra do Japão.

Tribo Jaboroseae Miers (1849)
- Jaborosa Juss. (1789), género que inclui 23 espécies sul-americanas.

Tribo Solandreae Miers (1849)
- Subtribo Juanulloinae: compreende 10 géneros de árvores e arbustos epifítos com distribuição neotropical.[2] Algunos de estos géneros (Dyssochroma, Merinthopodium e Trianaea) mostram uma clara dependência de várias espécies de morcegos tanto para a polinização como para a dispersão das sementes.[3]
  - Dyssochroma Miers (1849), com 2 espécies do sul do Brasil.
  - Ectozoma Miers (1849)
  - Hawkesiophyton Hunz. (1977)
  - Juanulloa Ruiz et Pav. (1794), com 11 espécies de América do Sul e Central.
  - Markea Rich.(1792) género que abarca 9 espécies de América do Sul e América Central.
  - Merinthopodium J. Donn. Sm. (1897) inclui 3 espécies oriundas de América do Sul.
  - Rahowardiana D' Arcy (1973)
  - Schultesianthus Hunz. (1977), género que inclui 8 espécies neotropicais.
  - Trianaea Planch. et Linden (1853) com 6 espécies sul-americanas.
- Subtribu Solandrinae, é uma subtribo monotípica que difere de Juanulloinae pelos embriões com cotilédones incumbentes e ovário semi-ínfero.[2]
- Solandra Sw. (1787), inclui 10 espécies das regiões neotropicais de América.

Tribo Lycieae Hunz. (1977)
Compreende 3 géneros de plantas lenhosas que ocorrem em climas áridos ou semi-áridos. O género cosmopolita Lycium é o mais antigo da tribo e o que apresenta a maior variabilidade morfológica. Os estudos de sistemática molecular sugerem que tanto Grabowskia como Phrodus deveriam ser incluídas dentro de Lycium e que este género junto com Nolana e Sclerophylax formando um clado (Lyciina), o cual carece por o momento de categoría taxonómica. O fruto é uma baga, de coloração vermelha, carnosa, dispersa por pássaros, é o tipo de fruto dominante em Lycium. Os diferentes tipos de frutos neste género evoluíram desde o tipo de baga antes mencionado hasta uma drupa com um reduzido número de sementes.
- Grabowskia Schltdl. (1832), 3 espécies sul-americanas.
- Lycium L. (1753), cosmopolita, inclui 83 espécies.
- Phrodus Miers (1849), endémico do norte de Chile, inclui 2 espécies.

Tribo Mandragoreae (Wettst.) Hunz. & Barboza (1995)
Esta tribo monotípica não apresenta uma posição sistemática definida segundo sugerem os estudos de sistemática molecular.
- Mandragora L. (1753), duas espécies da Eurásia

Tribo Nicandreae Wettst. (1891) ==
É uma tribo com dos géneros sul-americanos. Os estudos de sistemática molecular indicam que ambos géneros não estão relacionados entre si e com outros géneros da família, pelo que a sua posição taxonómica é incerta.
- Exodeconus Raf. (1838), com 6 espécies do oeste da América do Sul.
- Nicandra Adans (1763), género com usa única espécies distribuída nas regiões neotropicais.

Tribo Nolaneae Rchb. (1837) ==
- Nolana L. (1762) São ervas ou pequenos arbustos, na sua maioria de folhas suculentas, com flores muito vistosas, que vão desde o branco até vários tons de azul, com fruto de tipo esquizocarpo, o qual dá origem a várias bagas. Compreende 89 espécies endémicas do Chile e Peru.

Tribo Physaleae Miers (1849) ==
Muito numerosa, e a tribo irmã de Capsiceae.
- Subtribo Iochrominae (Miers) Hunz. é um clado dentro da tribo Physaleae que compreende 37 espécies, principalmente distribuídas nos Andes, repartidas por a 6 géneros. Os membros desta subtribo caracterizam-se por ser arbustos lenhosos ou pequenas árvores com atractivas flores tubulares ou rodadas. Apresentam, para além disso, uma grande diversidade floral cobrindo, de facto, a totalidade da variação existente na família. As flores podem ser vermelhas, alaranjadas, amarelas, verdes, azuis, púrpuras ou brancas. A forma da corola pode ser tubular a rodada, com uma variação de até 8 vezes no comprimento do tubo entre as espécies.[8]
  - Acnistus Schott (1829), com uma espécie distribuída nos neotrópicos.
  - Dunalia Kunth. (1818), que inclui 5 espécies dos Andes.
  -  Iochroma Benth. (1845), género com 24 espécies dos Andes.
  - Saracha Ruiz et Pav. (1794), que inclui 2 espécies dos Andes.
  - Vassobia Rusby (1927), com duas espécies sul-americanas.
  -  Eriolarynx Hunz.(2000), género que apresenta 3 espécies da Argentina e Bolívia.
- Subtribo Physalinae (Miers) Hunz. (2000). É uma subtribo monofilética que compreende 10 géneros e inclui herbáceas ou arbustos lenhosos com flores solitárias, axilares, amarelas, brancas ou púrpuras que são polinizadas por abelhas. Após a polinização, a corola cai e o cálice expande-se até cobrir por inteiro a baga que está desenvolvendo (o cálice diz-se acrescente). Em muitas espécies, o cálice torna-se amarelo ou alaranjado na maturidade. As bagas, com muitas sementes, são de coloração verdosa a amarelo-alaranjado, frequentemente com reflexos avermelhados ou purpúreos.[9]
  - Brachistus Miers (1849), com 3 espécies do México e América Central.
  - Chamaesaracha (A.Gray) Benth. et Hook. (1896), compreende 10 espécies do México e América Central.
  - Leucophysalis Rydberg (1896), inclui 3 espécies do Sudoeste dos Estados Unidos e do México.
  - Margaranthus Schlecht. (1830), com uma espécie mexicana.
  - Oryctes S. Watson (1871), género monotípico do sudoeste dos Estados Unidos.
  - Quincula Raf. (1832) com uma única espécie do sudoeste dos Estados Unidos e do México.
  - Physalis L. (1753), o género maior da subtribo, com 85 espécies distribuídas nas regiões tropicais das Américas e uma espécie da China.
  - Witheringia L' Heritier (1788), género com 15 espécies das regiões neotropicais.
  - Tzeltalia, género segregado de Physalis, com duas espécies distribuídas no México e Guatemala.
  - Darcyanthus, género com uma única espécie oriunda de Bolívia e Peru.
- Subtribo Salpichroinae, é uma subtribo de Physaleae que inclui 16 espécies americanas distribuídas em dois géneros: 
  - Nectouxia Kunth. (1818), género monotípico e endémico do México.
  - Salpichroa Miers (1845), género com 15 espécies dos Andes e outras regiões de América do Sul.
- Subtribo Withaninae, é uma subtribo de Physaleae com uma ampla distribuição, inclui 9 géneros:
  - Archiphysalis Kuang (1966), com 3 espécies da China e Japão.
  - Athenaea Sendtn. (1846), que inclui 7 espécies do Brasil.
  - Aureliana Sendt. (1846), com 5 espécies da América do Sul.
  - Mellissia Hook. f. (1867), género monotípico de Santa Helena.
  - Physalisastrum Makino (1914), com 9 espécies asiáticas.
  - Tubocapsicum (Wettst.) Makino (1908), com uma única espécie endémica da China.
  - Withania Pauq.(1825), com 10 espécies nativas das Canárias, África e Nepal.
  - Cuatresia Hunz. (1977), com 11 espécies neotropicais. Os estudos moleculares indicam que este género, conjuntamente com Deprea e Larnax tiene uma posição taxonómica incerta.[6]
  - Deprea Raf. (1838), com 6 espécies neotropicais.
  - Larnax Miers (1849), muitos taxónomos consideram este género um sinónimo de Deprea, abarca 22 espécies nativas dos Andes.

Tribo Solaneae (1852)
Os géneros Cyphomandra Sendtn. (1845), Discopodium Hochst. (1844), Normania Lowe (1872), Triguera Cav. (1786) e Lycopersicum Mill foram transferidos dentro de Solanum. A tribo, passou então a ser composta por dois géneros:
- Jaltomata Schltdl. (1838), que inclui 50 espécies neotropicais.
- Solanum L. (1753), o género maior da familia e uno dos más amplios das angiospermas, com 1328 espécies distribuídas en todo o mundo.

Géneros com posição taxonómica duvidosa (incertae sedis)
Os seguintes géneros ainda não se encontram integrados em nenhuma das subfamílias reconhecidas de solanáceas.
- Duckeodendron Kuhlmannb (1925), género monoespecífico do Amazonas.
- Parabouchetia Baillon (1888)
- Pauia Deb. & Dutta (1965)